# Михнин, Денис Владимирович
Дени́с Влади́мирович Михни́н (род. 11 июля 1999 года, Киров, Кировская область) — российский хоккеист, выступавший в высших лигах Казахстана и Беларуси.

## Биография
Родился в Киров, с 2011 года выступал в составе детских и юношеских соревнованиях Санкт-Петербурга. Дебютировал в сезоне 2015/2016 в чемпионате Молодёжной хоккейной лиги (МХЛ) в составе петербургского клуба «СКА-1946», последующие два сезона играл в [Главной юниорской лиге Квебека, представляя клуб «Римуски Осеаник».
Вернувшись в МХЛ, в сезоне 2018/2019 выступал за базировавшийся в ленинградском посёлке имени Морозова клуб «СКА-Варяги», по ходу следующего сезона вошёл в аффилированный петербургский клуб Высшей (с 2022 года — Всероссийской) хоккейной лиги (ВХЛ) «СКА-Нева», а затем перешёл в состав клубов Pro Hokei Ligasy (чемпионата Казахстана): представлял ХК «Темиртау», карагандинскую «Сарыарку», столичный «Номад», «Арлан» из Кокшетау, «Бейбарыс» из Атырау (в составах «Номада» и «Бейбарыса» дважды завоевал бронзовые медали национального чемпионата).
С сезона 2023/2024 вернулся в ВХЛ, — сначала в составе «Норильска», затем саратовского «Кристалла», и, наконец, кирово-чепецкой «Олимпии» (исключением стали два матча в Белорусской экстралиге в новогодний период 2023/24 гг. в составе солигорского «Шахтёра»).

## Достижения
Бронзовые медали чемпионат Казахстана (2022)

 Бронзовые медали чемпионат Казахстана (2023)